# Gianmario Verona
Gianmario Verona (Limbiate, 16 marzo 1970) è un economista italiano, rettore dell'Università Bocconi dal 2016 al 2022 e presidente della Fondazione Human Technopole.

## Biografia
Laureato all'Università commerciale Luigi Bocconi, dove pure consegue il dottorato nel 1999, è professore ordinario di Economia e Gestione delle imprese.
È stato eletto rettore il 20 giugno 2016 all'unanimità dal consiglio di amministrazione dell'università, su proposta del presidente Mario Monti, ed ha assunto la carica dal 1º novembre 2016. Viene poi successivamente riconfermato anche per il biennio 2018-2020.
Dopo i primi due mandati, il 22 giugno 2020, il presidente Mario Monti ne annuncia con una lettera la riconferma anche per il biennio 2020-2022.
Il 7 luglio 2022 la Presidenza del Consiglio dei Ministri lo ha nominato Presidente del Consiglio di Sorveglianza della Fondazione Human Technopole.